# Shelīn
Shelīn (persiska: شلین, Shelīn Dīreh, Shelī) är en ort i Iran.   Den ligger i provinsen Kermanshah, i den västra delen av landet, 500 km väster om huvudstaden Teheran. Shelīn ligger 730 meter över havet och antalet invånare är 233.
Terrängen runt Shelīn är kuperad. Runt Shelīn är det ganska glesbefolkat, med 38 invånare per kvadratkilometer. Närmaste större samhälle är Sarpol-e Z̄ahāb, 19,7 km norr om Shelīn. Omgivningarna runt Shelīn är i huvudsak ett öppet busklandskap.